# Teratura hastata
Teratura hastata är en insektsart som beskrevs av Shi, F-m., S.-l. Mao och X. Ou 2007. Teratura hastata ingår i släktet Teratura och familjen vårtbitare. Inga underarter finns listade i Catalogue of Life.